# Pius Emmenegger
Pius Emmenegger (* 11. Dezember 1887 in Mariahilf in der Gemeinde Düdingen; † 19. Juli 1974 in Schmitten) war ein Schweizer katholischer Theologe.

## Leben
Pius Emmenegger wurde am 11. Dezember 1887 als Sohn des Zimmermanns Peter Emmenegger und der Rosa, geborene Passer, in Mariahilf in der Gemeinde Düdingen geboren. Seine erste schulische Ausbildung erhielt Emmenegger an den Primarschulen in Schmitten, anschliessend wurde er von 1900 bis 1906 am Kollegium St. Michael in Freiburg sowie von 1906 bis 1908 am Gymnasium in Einsiedeln unterrichtet. Schliesslich besuchte er das Priesterseminar in Freiburg und empfing 1912 die Priesterweihe. Danach wirkte er 1912 als Vikar in Siviriez, von 1913 bis 1914 in Rolle, von 1914 bis 1920 als Pfarrer in Orbe, in weiterer Folge als Lehrer am Kollegium St. Michael und am kantonalen Lehrerseminar. Im Jahr 1932 promovierte er an der Universität Freiburg. Zwischen 1937 und 1957 stand Emmenegger als Regens dem Diözesanseminar vor. Daneben lehrte er ab 1940 als Professor der Katechetik und Pastoraltheologie an der Universität Freiburg. 1946 wurde Emmenegger zum apostolischen Protonotar ernannt. Im gleichen Jahr begründete er mit Franz Xaver von Hornstein die Pastoralzeitschrift «Anima».
Pius Emmenegger verstarb am 19. Juli 1974 im Alter von 86 Jahren in Schmitten.